# Wappen Monacos
Das Wappen von Monaco ist das seit 1858 verwendete Hoheitszeichen der Fürstenfamilie Grimaldi.

## Beschreibung
Der rot und silber gerautete französische Schild ist umrahmt von einem hermelingefütterten Mantel und wird von einer Großherzogskrone überragt.
Die Kette und das Großkreuz des Ordens vom Heiligen Karl umgeben den Schild.
Zwei mit Schwertern bewaffnete Minoritenmönche dienen als Schildhalter und sind eine Reminiszenz an die Eroberung Monacos im Jahre 1297 durch die Soldaten von Francesco Grimaldi, die sich als Mönche verkleidet hatten.
Das Band unter dem Schild zeigt den lateinischen Wahlspruch der Grimaldis:
„Deo Juvante“
(Mit Gottes Hilfe).

## Andere Versionen

Blason Monacos (bzw. kleines Wappen)
Andere Version des Wappens mit Trompeten
Wappen der Gemeinde Monaco (kommunale Ebene)